# Ашје ле Пти
Ашје ле Пти (фр. Achiet-le-Petit) насеље је и општина у североисточној Француској у региону Север-Па де Кале, у департману Па де Кале која припада префектури Арас.
По подацима из 2011. године у општини је живело 341 становника, а густина насељености је износила 47,03 становника/km². Општина се простире на површини од 7,25 km². Налази се на средњој надморској висини од 123 метара (максималној 139 m, а минималној 97 m).

## Демографија
| 1962. | 1968. | 1975. | 1982. | 1990. | 1999. | 2011. |
| ----- | ----- | ----- | ----- | ----- | ----- | ----- |
| 309   | 358   | 358   | 355   | 348   | 328   | 341   |

График промене броја становника у току последњих година